# Amirauté du Quart nord
Pour les articles homonymes, voir Amirauté.

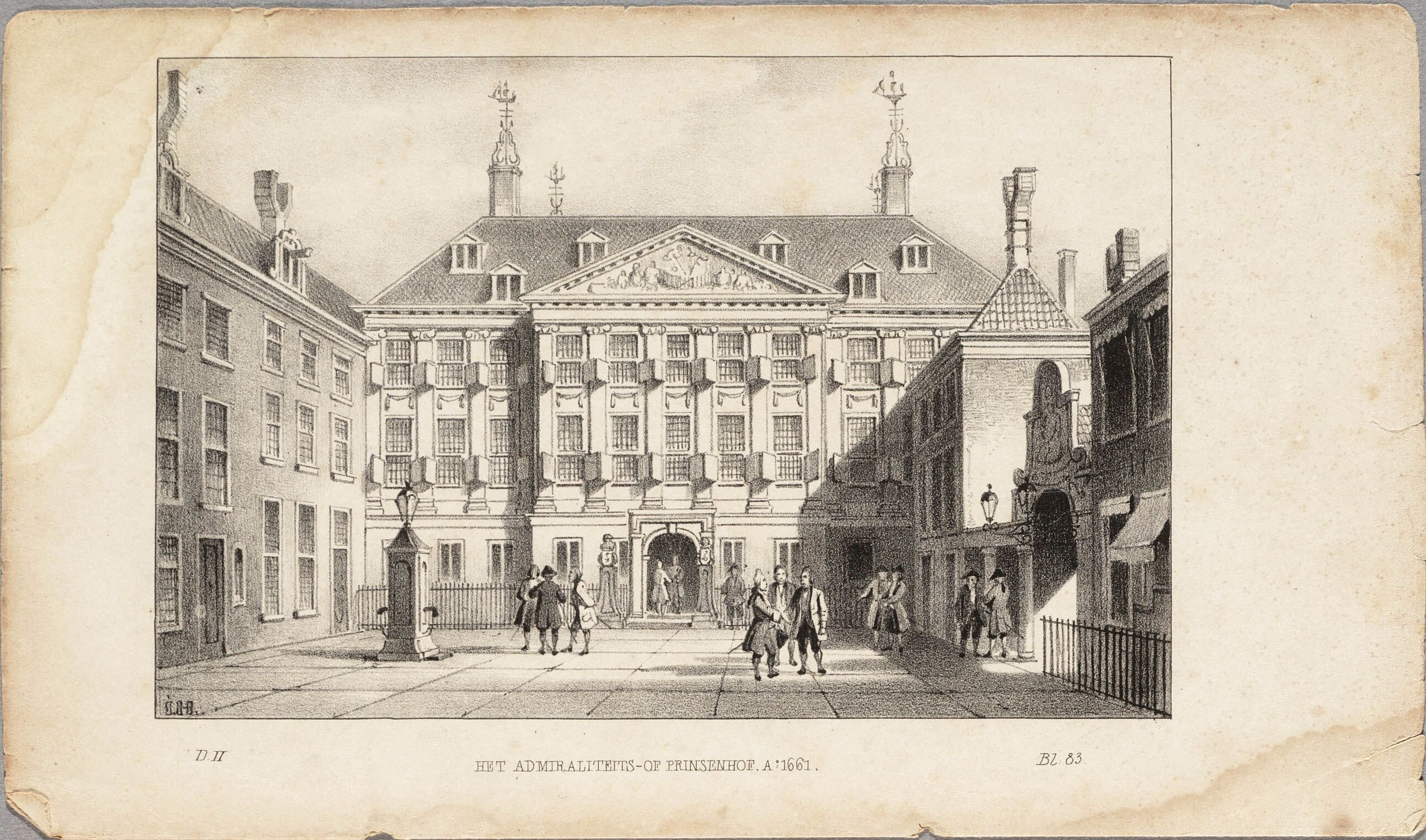
L'admiraliteitskantoor dans le Prinsenhof à Hoorn en 1606 (Westfries Museum).

L'amirauté du Quart nord (en néerlandais Admiraliteit van het Noorderkwartier), également connue comme amirauté de Frise occidentale, est l'une des cinq amirautés des Provinces-Unies, composées de la Frise occidentale et d'une partie de la Hollande septentrionale.

## Histoire
Elle est fondée le 6 mars 1589 par une résolution des États généraux des Provinces-Unies et par une décision du stathouder Maurice de Nassau. Elle est établie à Hoorn et à Enkhuizen pendant environ trois mois en 1597. L'amirauté est démantelée en 1795.

## Officiers supérieurs de l'amirauté du Noorderkwartier
- Callenburgh, Gerard : viceadmiraal (1689) ;
- Dorp, Philips van : waarnemend-luitenant-admiraal (1629) ;
- Florisse, Pieter : schout-bij-nacht (1652) ; viceadmiraal (1653) ;
- Ghent, Willem Joseph : luitenant-admiraal (1666) ;
- Gravé, Hendrik : luitenant-admiraal (1744) ;
- Heyn, Piet : luitenant-admiraal (1629) ;
- Hoen, Albert Cornelisz 't ;
- Hoen, Govert 't : schout-bij-nacht (1666) ;
- Meppel, Jan : viceadmiraal (1659)
- Quispel, Egbert Pietersz : vlaggenkapitein Frederick Stachouwer ;
- Schepers, Willem Bastiaensz : luitenant-admiraal (1673) ;
- Schram, Volckert : schout-bij-nacht (1664) ; viceadmiraal (1664) ;
- Stachouwer, Frederick : schout-bij-nacht (1665) ;
- Tobias, Thomas : vlaggenkapitein (?) ;
- Tromp, Cornelis : viceadmiraal (1665) ;
- Vlugh, David : schout-bij-nacht (1666).